# Satiricosissimo
Pour les articles homonymes, voir Satyricon.
Pour plus de détails, voir Fiche technique et Distribution.
Satiricosissimo est une péplum humoristique et fantastique italien réalisé par Mariano Laurenti et sortie en 1970.
Le film est une parodie du film Satyricon (1969) de Federico Fellini, qui est nommément mentionné. Ce film était à son tour une réinterprétation libre de l'œuvre antique Satyricon de Pétrone.

## Synopsis
Ciccio aime beaucoup le roman Satyricon de Pétrone, bien que son ami Franco ne le comprenne pas. Ciccio a également vu le célèbre film homonyme de Federico Fellini adapté du roman, et il se rend avec Franco dans une auberge de campagne, près de Rome. Le directeur, voyant le succès du film de Fellini, meuble l'auberge à la mode de la Rome antique. Même les clients et les serveurs sont habillés à l'antique, tout comme Franco et Ciccio. Mais quand ces derniers cassent une jarre de vin, ils se font chasser. Les deux hommes s'endorment dans une clairière et se réveillent dans la Rome de l'empereur Néron.
Franco et Ciccio manquent alors de se faire tuer, et ils sont sauvés in extremis par l'écrivain Pétrone qui les engage comme serviteurs. Pétrone est le meilleur conseiller de Néron, qui a peur car il croit que sa mère Agrippine veut le tuer. Franco et Ciccio doivent donc veiller sur la vie de l'empereur, mais ils découvrent bientôt que le tueur qui veut assassiner Néron n'est pas la mère.

## Fiche technique
- Titre italien : Satiricosissimo[1]
- Réalisateur : Mariano Laurenti
- Scénario : Roberto Gianviti (it), Dino Verde (it)
- Photographie : Tino Santoni (it)
- Montage : Giuliana Attenni (it)
- Musique : Carlo Rustichelli
- Décors et costumes : Enzo Bulgarelli
- Production : Leo Cevenini, Vittorio Martino
- Société de production : Flora Film, Variety Film
- Pays de production :  Italie
- Langues originales : italien
- Format : Couleurs - Son mono - 35 mm
- Durée : 89 minutes
- Genre : Péplum humoristique et fantastique
- Dates de sortie :
  - Italie : 21 janvier 1970

## Distribution
- Franco Franchi : Franco
- Ciccio Ingrassia : Ciccio
- Edwige Fenech : Poppée
- Arturo Dominici : Tigellin
- Karin Schubert : courtisane blonde
- Luca Sportelli : le cuisinier
- Pino Ferrara : Pétrone
- Linda Sini : Agrippine la Jeune
- Leonardo Severini : Sénèque
- Gigi Reder : aubergiste
- Ugo Carboni : esclave de Poppée
- Ivana Novak : l'esclave de Poppée
- Renato Montalbano : garde impériale
- Ignazio Leone : juge
- Samson Burke : Taurus
- Lorenzo Terzon : un Britannique
- Giancarlo Badessi : Néron
- Luciano Bonanni : Prétorien
- Mimmo Poli : hôte de la fête
- Antonio Piovanelli :